# Carmen + Travis
Carmen + Travis est une série de bande dessinée de science-fiction écrite par le Français Fred Duval. Ses deux albums, publiés en 2003 et 2005 par Delcourt, recueillent des récits courts illustrés différents dessinateurs.
Cette série est un crossover entre Carmen Mc Callum et Travis, c'est-à-dire qu'elle mélange des personnages propres à ces deux séries créées par Duval.

## Albums
- Carmen+Travis, Delcourt, coll. « Neopolis » :

1. Volume 1, 2003  (ISBN 2-84789-066-1)[1]. Dessins de Ludwig Alizon, Lounis Chabane, Merwan Chabane, Fabrys, Joslin, Kelly Yates et Zemia.

- Volume 2, 2005  (ISBN 2-84789-440-3)[2]. Dessins de Christophe Quet, Arnaud Boudoiron, Didier Cassegrain, Sébastien Damour, Stéphane Roux, Yoann, Carole Beau, Karine Boccanfuso et Stéphane Peru.